# 山东省总工会
山东省总工会，是中华人民共和国山东省地方工会和产业工会的领导机关。出版有《山东工人报》、《职工天地》等刊物。

## 历史沿革
1920年至1940年，山东省短暂存在中国劳动组合书记部山东支部、山东工人联合会、第五战区职工抗日联合总会等工人组织。
1940年8月6日，临沂青驼寺召开山东省首次职工代表大会，成立山东省职工抗日联合总会。1945年10月，改称山东省职工救国联合会。1951年7月，改称山东省总工会。1953年9月，遵照全国总工会指示改称山东省工会联合会。1959年1月，恢复山东省总工会名称。
文化大革命期间，山东省总工会先后被山东大学毛泽东主义红卫兵工人大队、山东省工人革命造反联合会（简称山工联）、山东革命工人造反总指挥部（简称山工总）抢占，原组织机构全部解体。1973年6月，山东省总工会筹备小组在济南召开山东省第六次工人代表大会，决定重新恢复山东省总工会。

## 组织机构
机关部室
- 办公室
- 政策研究室
- 组织部
- 宣传教育部
- 生产保护部
- 权益保障部
- 基层工作部
- 法律工作部
- 女职工部
- 财务部
- 离退休老干部
- 机关党委
- 经费审查委员会办公室
- 资产监督管理中心

事业单位
- 困难职工帮扶中心
- 山东省工运史研究室
- 山东职工对外交流中心
- 青岛工人疗养院
- 青岛工人温泉疗养院
- 中国纺织工人疗养院
- 《山东工人报》社
- 《职工天地》杂志社
- 机关服务中心

基层组织
- 济南市总工会
- 青岛市总工会
- 淄博市总工会
- 枣庄市总工会
- 东营市总工会
- 烟台市总工会
- 潍坊市总工会
- 济宁市总工会
- 泰安市总工会
- 威海市总工会
- 日照市总工会
- 临沂市总工会
- 德州市总工会
- 聊城市总工会
- 滨州市总工会
- 菏泽市总工会

## 历任主席
| 姓名   | 任期                   | 备注  |
| ------ | ---------------------- | ----- |
| 郑干   | 1978年8月－1983年8月   |       |
| 宫云泮 | 1983年8月－1988年6月   |       |
| 杨兴富 | 1988年6月－1991年3月   |       |
| 王怀远 | 1991年3月－1992年12月  |       |
| 刘洪仁 | 1992年12月－1997年12月 |       |
| 齐乃贵 | 1997年12月－2003年4月  |       |
| 阎启俊 | 2003年4月－2006年1月   |       |
| 柏继民 | 2006年1月－2008年3月   |       |
| 刘玉功 | 2008年3月－2013年3月   |       |
| 尹慧敏 | 2013年3月－2018年6月   | [ 2 ] |
| 杨东奇 | 2018年8月－2019年2月   | [ 3 ] |
| 张江汀 | 2019年2月－            | [ 4 ] |